# Dassamkandé
Dassamkandé est une commune rurale située dans le département de Gaongo de la province du Bazèga dans la région du Centre-Sud au Burkina Faso.

## Santé et éducation
Le centre de soins le plus proche de Dassamkandé est le centre de santé et de promotion sociale (CSPS) de Gaongo.